# ميدستون وذا ويلد (دائرة انتخابية في المملكة المتحدة)
ميدستون وذا ويلد (بالإنجليزية: Maidstone and The Weald)‏ هي إحدى الدوائر الانتخابية في المملكة المتحدة الممثلة في مجلس العموم في برلمان المملكة المتحدة.
عضو البرلمان الذي يمثلها حالياً هو :Rt Hon Ann Widdecombe (Con).